# Thomisus modestus
Thomisus modestus là một loài nhện trong họ Thomisidae.
Loài này thuộc chi Thomisus. Thomisus modestus được John Blackwall miêu tả năm 1870.